# Trochosa tristicula
Trochosa tristicula är en spindelart som först beskrevs av Ludwig Carl Christian Koch 1877.  Trochosa tristicula ingår i släktet Trochosa och familjen vargspindlar. Utöver nominatformen finns också underarten T. t. phegeia.